# Vicenç Vellsolà i Aymerich
 Vicenç Vellsolà i Aymerich (Terrassa, Vallès Occidental, 1891 - 1916) fou un violinista català.
A Barcelona fou deixeble d'Ainaud i, més tard, subvencionat per l'ajuntament de Terrassa i la Diputació de Barcelona, passà a Brussel·les a perfeccionar la seva formació artística amb el mestre Mathieu Crickboom.
Restituït a la seva ciutat natal, el 1912, donà diversos concerts en el Teatre Principal i en el Gremi d'artistes, que posaren en solfa els seus dots excepcionals. També es donà a conèixer en algunes audicions públiques a Barcelona, mereixent elogis unànimes tant del públic com de la critica, i morint quan li somreia el més afalagador esdevenidor.